# Frolois
Ne doit pas être confondu avec Frôlois.
Frolois est une commune française située dans le département de Meurthe-et-Moselle, en région Grand Est.

## Géographie
| Bainville-sur-Madon |             | Méréville            |
| Xeuilley            | Frolois     | Flavigny-sur-Moselle |
|                     | Pierreville | Pulligny             |

### Hydrographie
La commune est dans le bassin versant du Rhin au sein du bassin Rhin-Meuse. Elle est drainée par le Madon, le ruisseau de Chardonnot, le ruisseau de la Valaille, le ruisseau du Puisot et le ruisseau le Lachet,.
Le Madon, d'une longueur de 97 km, prend sa source dans la commune de Vioménil et se jette  dans la Moselle à Pont-Saint-Vincent, après avoir traversé 47 communes. Les caractéristiques hydrologiques du Madon sont données par la station hydrologique située sur la commune de Pulligny. Le débit moyen mensuel est de 10,2 m3/s. Le débit moyen journalier maximum est de 284 m3/s, atteint lors de la crue du 30 décembre 2001. Le débit instantané maximal est quant à lui de 371 m3/s, atteint le 4 octobre 2006.

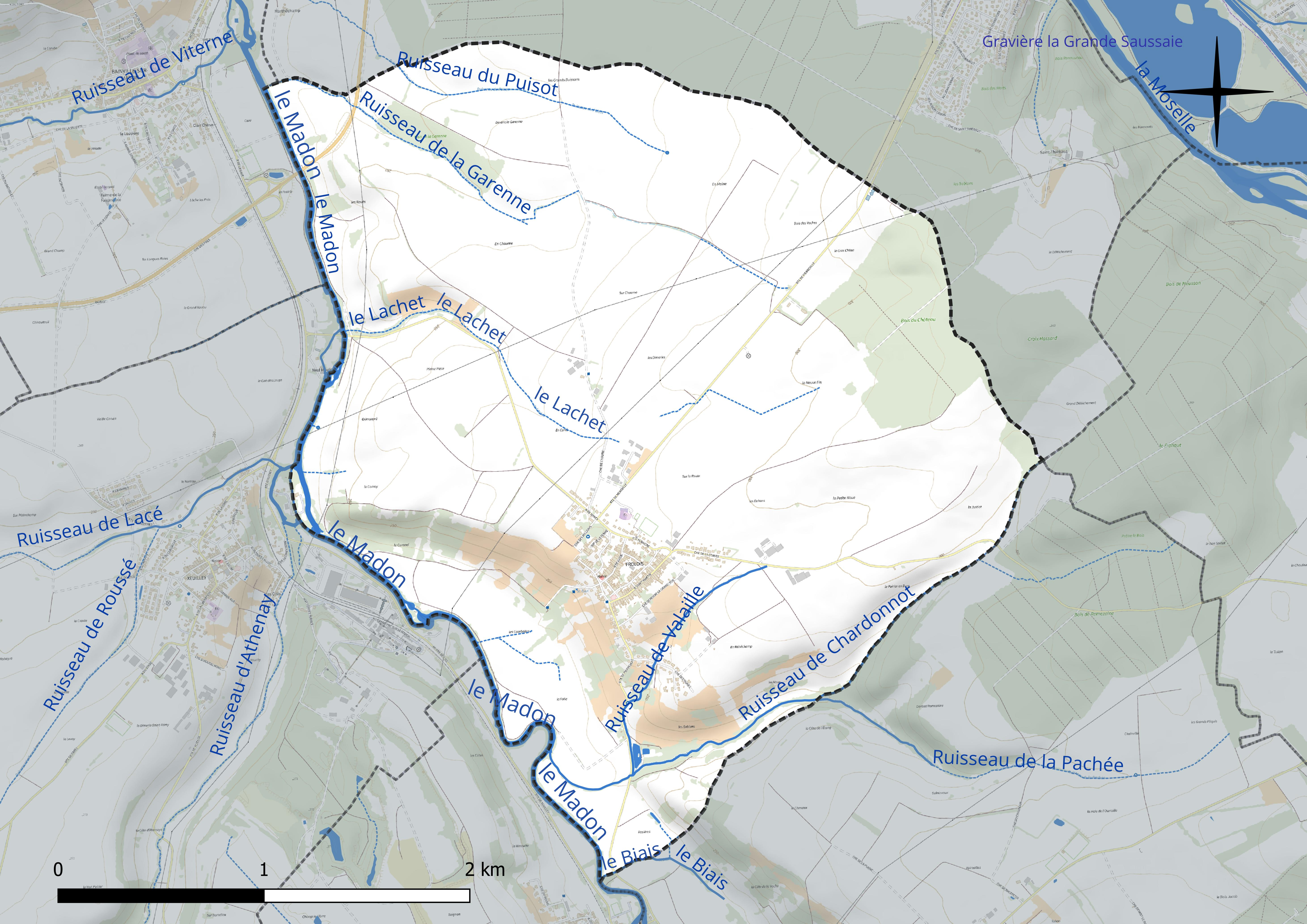
Réseau hydrographique de Frolois.

### Climat
Pour des articles plus généraux, voir Climat du Grand Est et Climat de Meurthe-et-Moselle.
En 2010, le climat de la commune est de type climat des marges montargnardes, selon une étude du Centre national de la recherche scientifique s'appuyant sur une série de données couvrant la période 1971-2000. En 2020, Météo-France publie une typologie des climats de la France métropolitaine dans laquelle la commune est exposée à un climat semi-continental et est dans la région climatique  Lorraine, plateau de Langres, Morvan, caractérisée par un hiver rude (1,5 °C), des vents modérés et des brouillards fréquents en automne et hiver.
Pour la période 1971-2000, la température annuelle moyenne est de 9,5 °C, avec une amplitude thermique annuelle de 16,9 °C. Le cumul annuel moyen de précipitations est de 835 mm, avec 12,2 jours de précipitations en janvier et 9,4 jours en juillet. Pour la période 1991-2020, la température moyenne annuelle observée sur la station météorologique de Météo-France la plus proche, « Nancy-Ochey », sur la commune d'Ochey à 14 km à vol d'oiseau, est de 10,5 °C et le cumul annuel moyen de précipitations est de 810,4 mm. 
La température maximale relevée sur cette station est de 39,6 °C, atteinte le 25 juillet 2019 ; la température minimale est de −19,1 °C, atteinte le 12 janvier 1987,,.
Les paramètres climatiques de la commune ont été estimés pour le milieu du siècle (2041-2070) selon différents scénarios d'émission de gaz à effet de serre à partir des nouvelles projections climatiques de référence DRIAS-2020. Ils sont consultables sur un site dédié publié par Météo-France en novembre 2022.

## Urbanisme

### Typologie
Au 1er janvier 2024, Frolois est catégorisée commune rurale à habitat dispersé, selon la nouvelle grille communale de densité à sept niveaux définie par l'Insee en 2022.
Elle est située hors unité urbaine. Par ailleurs la commune fait partie de l'aire d'attraction de Nancy, dont elle est une commune de la couronne,. Cette aire, qui regroupe 353 communes, est catégorisée dans les aires de 200 000 à moins de 700 000 habitants,.

### Occupation des sols
L'occupation des sols de la commune, telle qu'elle ressort de la base de données européenne d’occupation biophysique des sols Corine Land Cover (CLC), est marquée par l'importance des territoires agricoles (91,4 % en 2018), une proportion identique à celle de 1990 (91,4 %). La répartition détaillée en 2018 est la suivante : terres arables (49,5 %), prairies (33 %), cultures permanentes (8,8 %), forêts (5,7 %), zones urbanisées (2,9 %). L'évolution de l’occupation des sols de la commune et de ses infrastructures peut être observée sur les différentes représentations cartographiques du territoire : la carte de Cassini (XVIIIe siècle), la carte d'état-major (1820-1866) et les cartes ou photos aériennes de l'IGN pour la période actuelle (1950 à aujourd'hui).

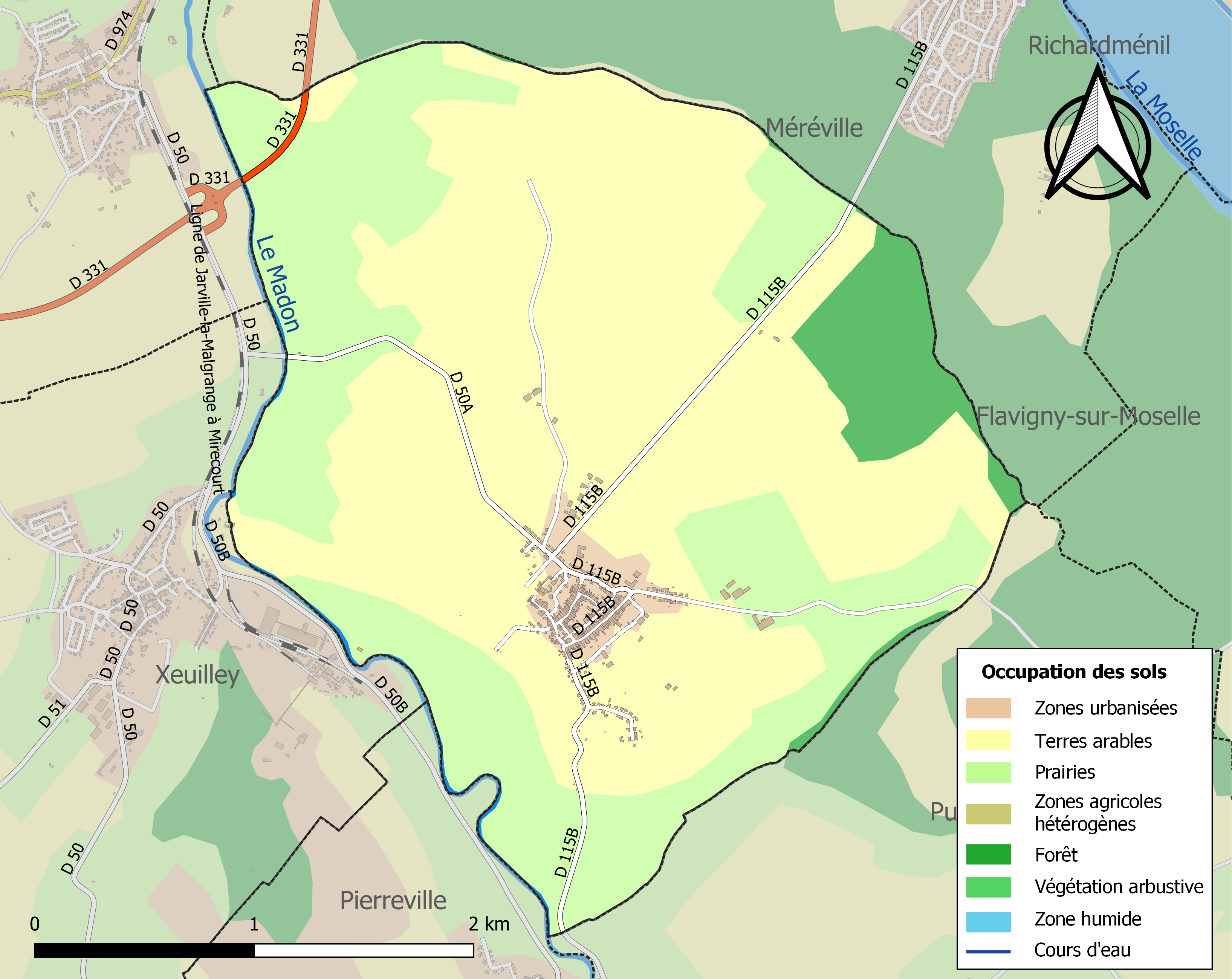
Carte des infrastructures et de l'occupation des sols de la commune en 2018 (CLC).

## Toponymie
Le nom de la localité est attesté sous les formes Askein villa ; Agrea (1127-1168) ; Wernerus de Scriniis (1176) ; L. de Escraines (1179) ; Escrines (1244) ; Escraignes (1285) ; Acregnes (1314) ; Acregniæ (1342) ; Acrangnes (1344) ; Acraingnes (1348) ; Aucraingnes, Acrengnes (1400) ; Accringnes (1425) ; Ecclesia de Acrengniis (1426) ; De Achrengnis (1513) ; Acreignes (1531) ; Accregne, Acreigne (1561) ; Accraigne (1567) ; Aucreingnes (1568) ; Acreignes (1573) ; Accraignes (1600) ; Froslois, Guize (1779).

Le village de Frolois a porté jusqu'en 1719 le nom d,Acraigne. Il fut alors acquis par Anne Marie Joseph de Lorraine (1679-1739), comte d'Harcourt, lointain cousin du duc de Lorraine Léopold qui y ajouta d'autres terres et érigea l'ensemble en comté ; Acraigne fut alors renommée Guise, sur les arrêtés de 1801, en l'honneur de la branche aînée du comte d'Harcourt, qui prit le titre de « prince de Guise ».
Le village ne prit son nom actuel qu'en 1757[réf. nécessaire].
Au cours de la Révolution française, la commune est à nouveau nommée Acraigne.

## Histoire

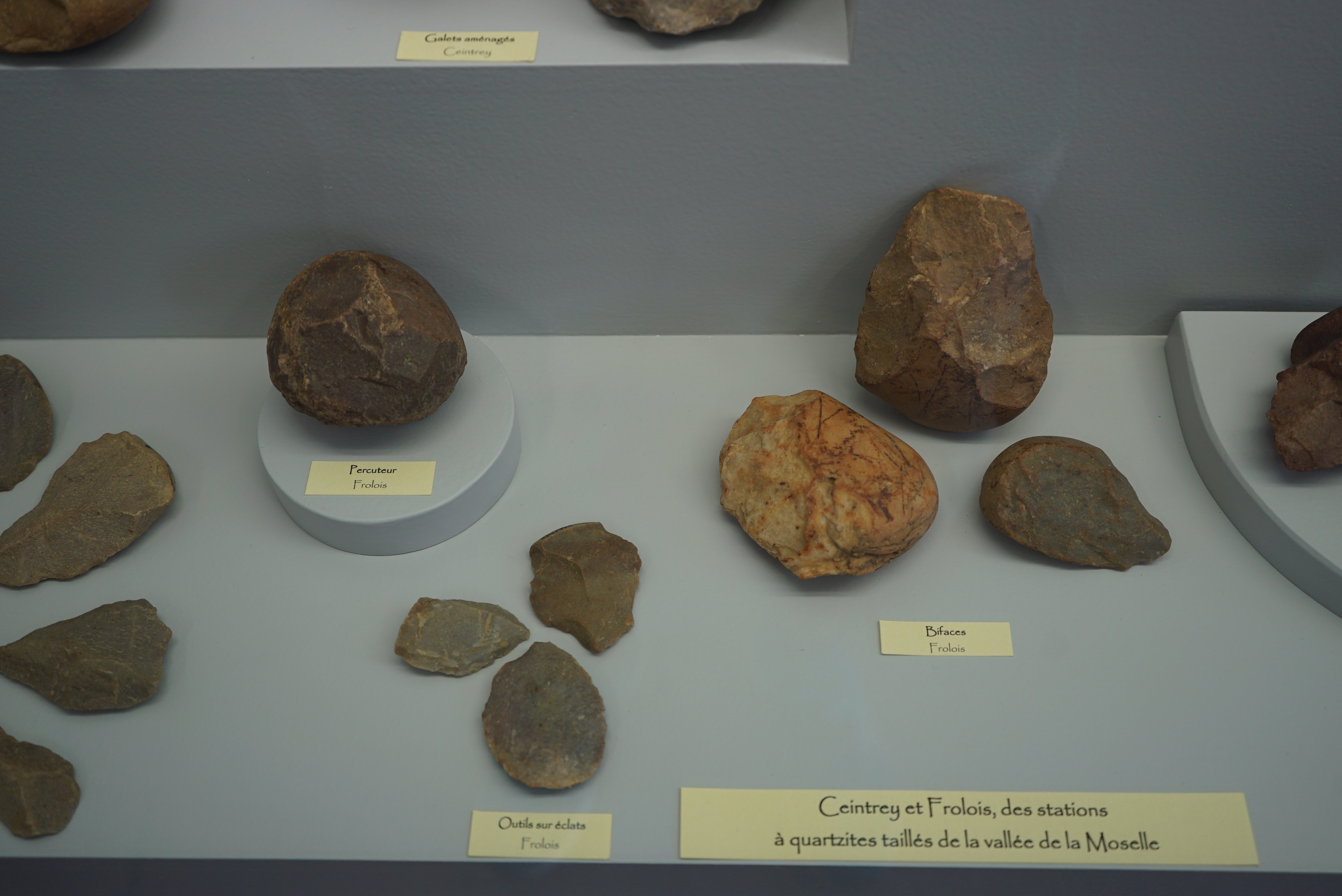
Outils du péléolithique trouvés à Frolois et présenté au Musée d'Art et d'Histoire de Toul.

Frolois s'appela successivement Acreneum, Acrea, Acrain, Acraigne, Guise. Il est permis de voir dans Acreneum (terme le plus ancien) deux mots grecs : Acros signifiant haut, hauteur et Neos signifiant temple. Donc, origine du temps de la civilisation romano-grecque en Gaule (IIe et IIIe siècles de notre ère). Comme les villages environnants, Pulligny, Pierreville, on ne connait pas grand chose du passé d'Acraigne (Frolois). En 1010, Thierry Ier, duc de Haute Lorraine, échangeait Acraigne (Frolois), Manonville et Haraucourt contre d'autres villages, à l'évêque de Toul, Berthold. Mais au XIIe siècle, Manonville et Acraigne (Frolois) ont des seigneurs particuliers.
La seigneurie d'Acraigne appartenait sans doute aux états des ducs de Lorraine : elle étendait ses dépendances assez loin. Elle participe à la création du pont ou Port Saint-Vincent au lieu appelé Conflans (confluent Moselle et Madon), et y conserve droit de péage jusqu'au XIVe siècle. La famille seigneuriale d'Acraigne se rattache à celle de Neuviller-sur-Moselle, qui, elle-même, est une branche de la dynastie des comtes épiscopaux de Toul, établie à Fontenoy-le-Château. Un certain Valterus, le petit-fils d'une famille faisant des donations au prieuré de Flavigny parait avoir séjourné à Acraigne (mort en 1204). Il est sans doute le père de Perrin ou Petrus d'Acraigne mentionné en 1204 et de Regnier, Regnus d'Acraigne. Perrin vécut peu. Il semble être l'époux de Beatrix, qui eut une longue vie et fut très généreuse. Quant à Petrus, il fit sans doute la croisade avec le comte de Toul en 1098 ? (vraisemblablement en 1228 dans la croisade organisée par Jean de Brienne).
En 1220, Beatrix donne à Flavigny, dix résauls de froment pour chacun et 1/2 muid de vin à prendre dans les vignes d'Acraigne (Frolois).
En 1227, cette dame vit encore ; elle approuve en 1285 la donation à Clavilieu, du moulin et fours banaux de Germiny, faite par son gendre Tholus le Gros d'Epinal et son frère Vauthier d'Epinal.

### Multiples seigneuries à Acraigne (Frolois) auXVIesiècle
La seigneurie d'Acraigne fut morcelée en de nombreux territoires. La famille d'Haraucourt en obtient plusieurs parties par mariages ou acquêts. En 1553, Nicolas d'Haraucourt en avait 12. En 1568, Perrin d'Haraucourt en obtient par son mariage une autre part. En 1575, Jean de Beaufort, seigneur de Pulligny en a une partie. En 1613, Elise d'Haraucourt et en 1661, Charles d'Haraucourt en obtiennent encore une part. En 1573, Henri de Joinville fait ses reprises pour le manoir d'Acraigne où il réside (situé près de l'église) bâti moitié en pavillon, moitié en maison forte. Les Haraucourt (grande famille) résident à Nancy. Quelles traces laissent-ils de leur séjour à Acraigne (Frolois) ? Vers 1700, les autres portions tombent en déshérence et LEOPOLD va créer le comté de Guise.

### Nouvellement appelé... Guise sur Moselle
Au début du XVIIIe siècle, les autres portions du fief d'Acraigne échurent de droit à la couronne ducale. Léopold en profite pour avantager ses courtisans. Il érige Acraigne (Frolois) en comté, le rend indépendant de la prévôté de Foug et le donne en fief à Anne Marie Joseph de Lorraine, prince de Guise, et comte d'Harcourt, qui descendait de Henry de Lorraine, 2e fils de Charles Ier, duc de Guise. Henry de Lorraine fut un remarquable capitaine de Louis XIII. Il se distingua contre les Espagnols en Italie et aux Pays-Bas ; il mourut en 1666 à l'abbaye de Rouyaumont. En 1704, son fils Louis, fit exécuter un tombeau remarquable. Louis, comte d'Armagnac, mort en 1718 est inhumé avec son frère et son père. (les trois cercueils furent ramenés à Nancy en 1855, à la chapelle des Cordeliers). LOUIS eut un fils, Camille de Lorraine, inhumé dans la chapelle des Cordeliers (son cœur fut retrouvé à Rouyaumont dans une boîte de plomb). Anne Marie Joseph de Lorraine n'était pas le frère de Camille mais le fils de Alphonse Henri Charles de Lorraine, prince d'Harcourt et de Françoise de Brancas. Camille de Lorraine était allié à la famille de Lillebonne.
Or, François Marie de Lorraine, comte de Lillebonne épousa en 1666, Anne-Marie de Lorraine, fille naturelle de Charles IV et de Béatrice de Cusance (1639-1720).
Le petit domaine d'Acraigne prévôté et Condé fut érigé en comté sous le nom de Guise-sur-Moselle (actuel Frolois) par lettres du 19 juin 1718. Le prince de Guise fit reconstruire le château, impressionnant par ses formes massives.

### Puis devenu... Frolois
Charles-Louis de Ludre, marquis de Bayon, acheta, le 19 juillet 1752, pour 452.000 livres, le comté de Guise (anciennement Acraigne) aux enfants du duc de Richelieu et à la princesse de Beauvau, née Bouillon. Il vendit le 20 mars 1757 son marquisat de Bayon à M. de la Galaizière, intendant de Lorraine, et obtint, par lettres du duc de Lorraine de mars 1757, que le titre de marquis fut transféré sur le comté de Guise sous le nom de "marquisat de Frolois" (appelé aussi Ludre-Frolois) en sa faveur. En effet, selon lui, la famille de Ludre, avant de devenir seigneurs de Ludres par acquêt en 1283, est présumée issue des seigneurs de Frolois en Bourgogne au XIIIe siècle, eux-mêmes sortis de la première race des ducs de Bourgogne dont ils ont toujours porté les armes (avec une bordure engrêlée de gueules, brisure de cadet). C'est l'origine du nom actuel, et du blason communal.

## Politique et administration
| Période                                  | Période         | Identité                                     | Étiquette | Qualité                   |
| ---------------------------------------- | --------------- | -------------------------------------------- | --------- | ------------------------- |
| Les données manquantes sont à compléter. |                 |                                              |           |                           |
| mars 1983                                | 27 juillet 2006 | Francis Boubel                               |           | Décédé en cours de mandat |
| 2006                                     | = 2020          | Claude Colin, Réélu pour le mandat 2020-2026 |           | Ancien cadre              |
| 2020                                     | en cours        | André Vermande                               |           |                           |

## Population et société

### Démographie
L'évolution du nombre d'habitants est connue à travers les recensements de la population effectués dans la commune depuis 1793. Pour les communes de moins de 10 000 habitants, une enquête de recensement portant sur toute la population est réalisée tous les cinq ans, les populations de référence des années intermédiaires étant quant à elles estimées par interpolation ou extrapolation. Pour la commune, le premier recensement exhaustif entrant dans le cadre du nouveau dispositif a été réalisé en 2006.

En 2022, la commune comptait 713 habitants, en évolution de +0,71 % par rapport à 2016 (Meurthe-et-Moselle : −0,13 %, France hors Mayotte : +2,11 %).
| 1793 | 1800 | 1806 | 1821 | 1831 | 1836 | 1841 | 1846 | 1851 |
| ---- | ---- | ---- | ---- | ---- | ---- | ---- | ---- | ---- |
| 670  | 657  | 745  | 733  | 746  | 830  | 808  | 825  | 786  |

| 1856 | 1861 | 1872 | 1876 | 1881 | 1886 | 1891 | 1896 | 1901 |
| ---- | ---- | ---- | ---- | ---- | ---- | ---- | ---- | ---- |
| 821  | 764  | 700  | 701  | 604  | 629  | 640  | 638  | 643  |

| 1906 | 1911 | 1921 | 1926 | 1931 | 1936 | 1946 | 1954 | 1962 |
| ---- | ---- | ---- | ---- | ---- | ---- | ---- | ---- | ---- |
| 652  | 614  | 531  | 518  | 531  | 524  | 493  | 484  | 473  |

| 1968 | 1975 | 1982 | 1990 | 1999 | 2006 | 2011 | 2016 | 2021 |
| ---- | ---- | ---- | ---- | ---- | ---- | ---- | ---- | ---- |
| 455  | 506  | 502  | 464  | 560  | 659  | 695  | 708  | 709  |

| 2022 | - | - | - | - | - | - | - | - |
| ---- | - | - | - | - | - | - | - | - |
| 713  | - | - | - | - | - | - | - | - |

### Enseignement
- École Saint-Exupéry, maternelle et primaire.
- Un endroit où les enfants jouent et travaillent.

## Culture locale et patrimoine

### Lieux et monuments
- Site fossoyé de l'ancien château fort, château d'Acraignes ou de Guise. Les comtes de Vaudémont paraissent avoir été les premiers maîtres du château de Frolois, alors appelé Acraignes ; à partir du XIIIe siècle, la forteresse connut de nombreux nouveaux maîtres ; Nicolas de Haraucourt l'acquiert en 1553. Au début du XVIIIe siècle, le château fut reconstruit et embelli par Anne-Marie-Joseph de Lorraine-Harcourt, prince de Guise ; le château fut vendu comme bien national en 1795 ; ses restes, très importants, n'ont disparu qu'au début du XXe siècle.

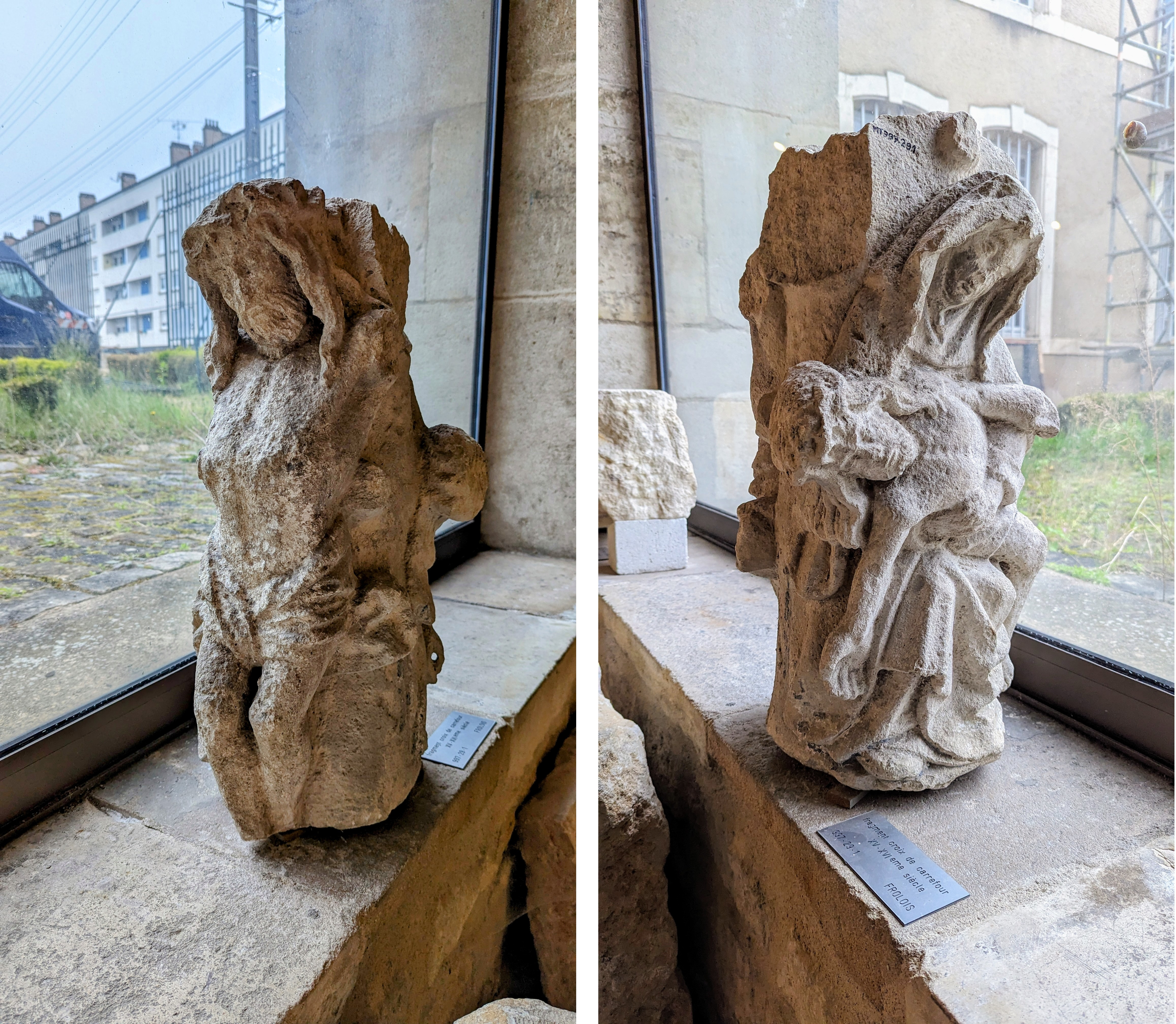
Fragment d'une ancienne croix de carrefour de Frolois, XVe-XVIe siècle. Musée d'Art et d'Histoire de Toul.

- Fragment d'une ancienne croix de carrefour de Frolois, XVe-XVIe siècle. Musée d'Art et d'Histoire de Toul.Église des XVe et XVIe siècles : clocher fortifié, statues du XVIe et vestiges de litre funéraire du XVIIe siècle.

### Personnalités liées à la commune
- Anne Marie Joseph de Lorraine (1679-1739), comte d'Harcourt, de Clermont, de Montlaur et de Saint Romaize, marquis de Maubec, prince de Guise (i.e. de Frolois), de la branche de Lorraine-Elbeuf (Maison de Guise).
- Dame Blanche, protectrice locale du trésor légendaire caché dans le souterrain du Chemin des Millions.
- Jean-Baptiste Brequin de Demenge, né le 10 août 1712 à Acraignes (depuis Frolois) et décédé le 9 janvier 1785 à Vienne était un Officier lorrain-autrichien, ingénieur militaire stratégique. Il suit le Marquis de Beauvau de Fléville à Paris puis en Prusse. Il a un rôle très important auprès du Duc de Lorraine François III (devenu l'empereur François Ier du Saint-Empire). Il conçoit les plans des machines hydrauliques du château de Schönbrunn. Il est parmi les 25000 lorrains partis à la Cour d'Autriche.
- Henry de Haraucourt, époux d'Anne de Joyeuse.

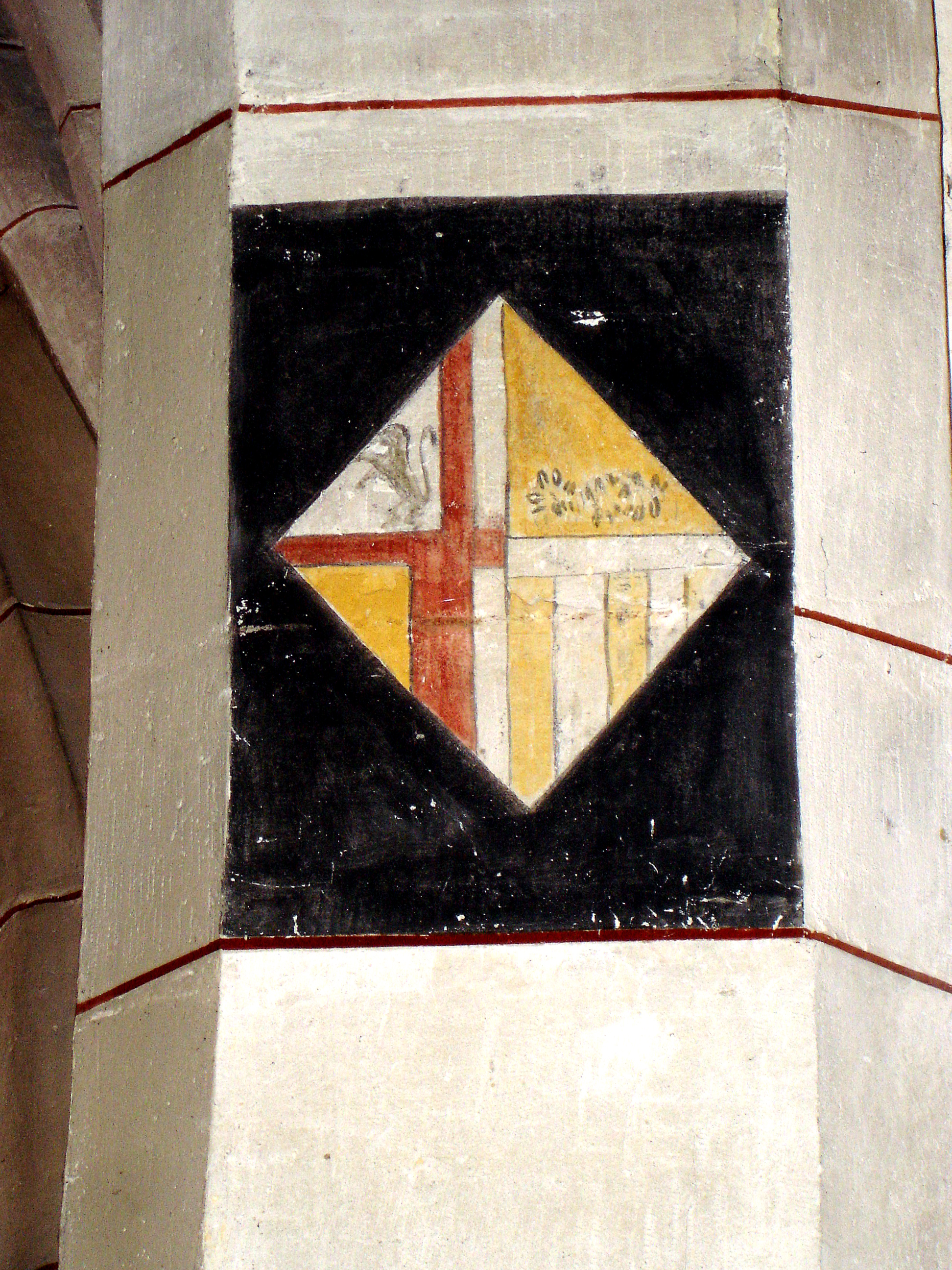
Anne de Joyeuse, fille de Louis II de Joyeuse, petite-fille de Tanneguy. Ses armes sont peintes dans l'église de Frolois.

### Héraldique, logotype et devise
| Blason de Frolois | Blason  | Bandé d'or et d'azur de six pièces à la bordure engrêlée de gueules. |
| Blason de Frolois | Détails | Ce sont les armes de la famille de Ludres pour laquelle la terre d'Acraigne /Guise a été érigée en marquisat de Frolois. Ce blason est utilisé par la commune de Frolois, car la ville de Ludres ne l'utilise pas. Le statut officiel du blason reste à déterminer. |